# 乌扬市镇
乌扬市镇（俄语：Уянское муниципальное образование）是俄罗斯联邦伊尔库茨克州奎屯区所属的一个市镇。其下辖有个居民点，行政中心为乌扬。据2016年统计，该市镇的人口为1324人。